# Lac Tournemine
Lac Tournemine är en sjö i Kanada.   Den ligger i regionen Nord-du-Québec och provinsen Québec, i den östra delen av landet, 600 km norr om huvudstaden Ottawa. Lac Tournemine ligger 416 meter över havet.
I omgivningarna runt Lac Tournemine växer i huvudsak barrskog. Trakten runt Lac Tournemine är nära nog obefolkad, med mindre än två invånare per kvadratkilometer.